# Държавно устройство на Андора
Андора е парламентарно княжество, представлявано от двама конституционни съуправители (държавни глави) – президента на Франция и епископа на Сео де Урхел (Испания). Законодателен орган – Генерален съвет (парламент). Изпълнителен орган – Изпълнителен съвет, чийто председател се избира от парламента.

## Законодателна власт
Парламентът на Андора се състои от 28 души, избирани на всеки 4 години.

## Изпълнителна власт
Княжеството не разполага с редовни въоръжени сили. За отбраната си държавата разчита на Франция и Испания. В мирно време армията включва 12 души ревервисти с изцяло церемониални функции. В случай на агресия се мобилизира опълчение.

## Съдебна власт
Съдебната власт е независима. Съдилищата обикновено се прилагат законите на Андора.